# Леда і лебідь (Буше)
«Леда і лебідь» — картина олією на полотні, написана в 1742 році художником Франсуа Буше, який представив її на Салоні того року з великим успіхом. Вважаючи шедевром, художник зробив копію, яку в червні 1742 року відправив до Швеції, де вона зберігається донині. Оригінал вважався втраченим, поки його не виявили та ідентифікували у 1980-х роках.

## Опис
Повністю в стилі рококо у своїй м'якості, інтимності та вишуканості, робота показує Леду та її служницю оголеними на березі річки, утворюючи пірамідальний ансамбль із лебедем, який наближається до здивованої цариці справа від неї, вдаючи страх.

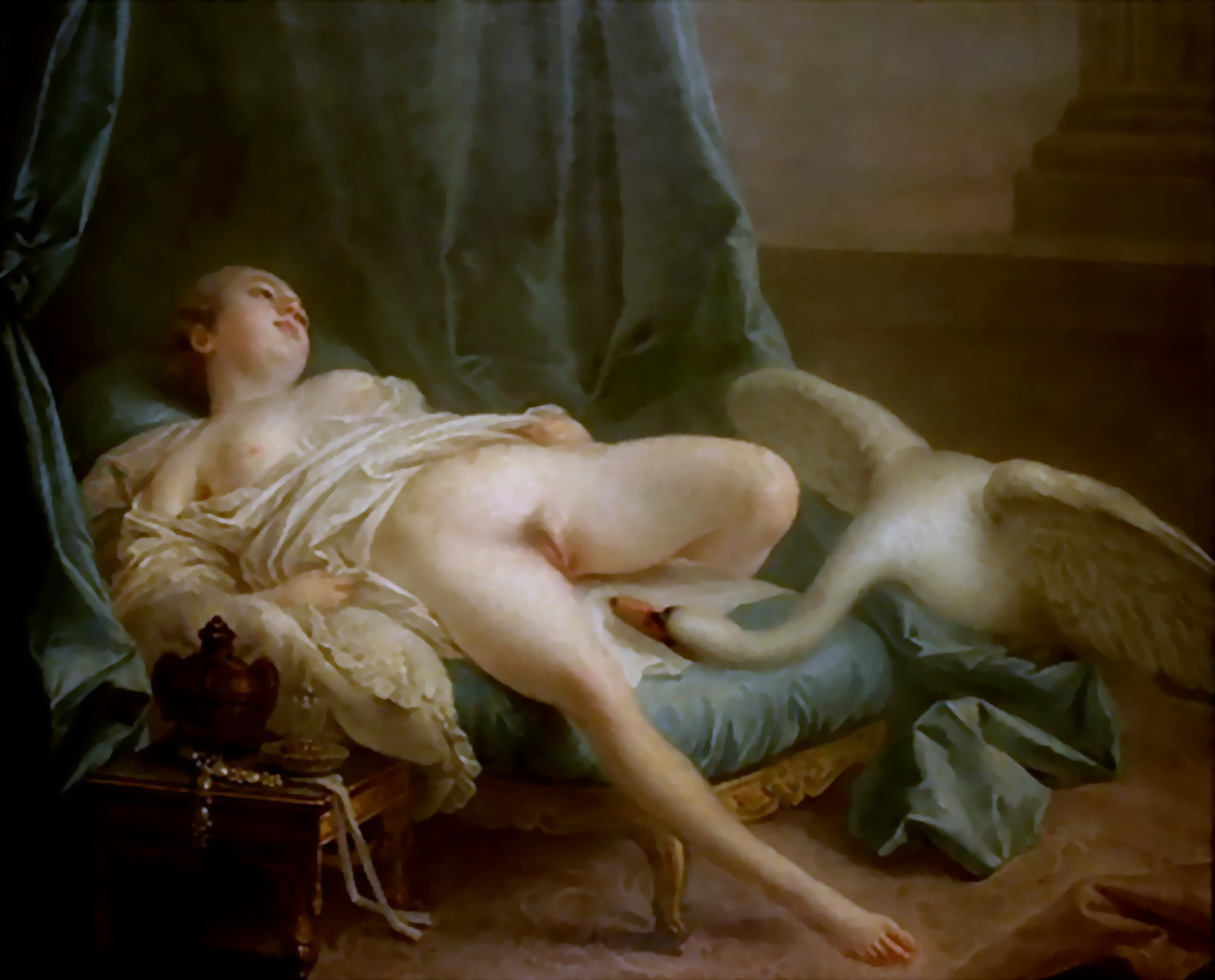
«Леда і лебідь», версія приблизно 1740 року.

Інша версія, з приватної колекції, датована 1740 роком, приписується Буше. У цьому випадку мова йде про поліхромію, невеликі за форматом роботи для приватного колекціонування та споглядання, з інтимними або еротичними сценами, побаченими з перспективи вуайєриста в сучасному оточенні, що є типовим для французького рококо. Тут Леда — молода жінка, що лежить на дивані, з піднятою нічною сорочкою та розсунутими ногами, пропонуючи свою поголену вульву на поталу пташиній хтивості.

## Історичний контекст
Франсуа Буше був провідним представником стилю рококо, що відзначався граційністю, пастельними кольорами та інтимними сюжетами. Його «Леда і лебідь» є частиною традиції зображення цього міфологічного сюжету, який також розробляли Леонардо да Вінчі, Корреджо та Рубенс. Картина відображає не лише популярність античних мотивів у XVIII столітті, а й загальну естетику чуттєвості та витонченості, властиву мистецтву рококо.